# Metallapoderus rhodesianus
Metallapoderus rhodesianus es una especie de coleóptero de la familia Attelabidae.

## Distribución geográfica
Habita en Zimbabue.